# Reo Kurachi
Reo Kurachi (倉知 玲鳳 Kurachi Reo?, 22 de mayo de 1997) es una seiyū y teclista japonesa. Ella toca el teclado para la banda Raise A Suilen de la franquicia BanG Dream!, donde interpreta a Reona "PAREO" Nyubara. También presta su voz a Esora Shimizu en D4DJ y a Kina Asaka en Yatogame-chan Kansatsu Nikki.

## Biografía
Reo Kurachi, originaria de la prefectura de Saitama, nació el 22 de mayo de 1997. Aprendió a tocar el Electone y el piano en su juventud, y su interés por la actuación de voz comenzó en la secundaria tras ver las series de anime Fullmetal Alchemist y K-On!. Se unió a S Inc., una agencia de representación de talentos dirigida por la cantante Hiromi Satō, tras aprobar su tercera audición para recién llegados en 2016.
En 2018, Kurachi se unió a la banda Raise A Suilen de BanG Dream!, donde fue teclista. Prestó su voz al personaje de Reona "PAREO" Nyubara, teclista de la contraparte ficticia de Raise A Suilen del mismo nombre, en la segunda y tercera temporadas de la serie de anime de la franquicia. Aunque su primer papel como actriz de voz fue como Hatano en el CD drama Azure Striker Gunvolt: Striker Pack de 2017, BanG Dream! fue su primer papel en una serie de televisión. En 2020, comenzó a prestar su voz en BanG Dream! Girls Band Party! Pico, el cortometraje chibi spin-off de la franquicia, y en Film Live 2nd Stage, la película animada de conciertos de la franquicia. En 2022, repitió el papel en la película Poppin'Dream! de BanG Dream!. Junto con Risa Tsumugi, miembro de RAS, es presentadora del programa de variedades Radio RIOT, centrado en la franquicia.
Kurachi también ha aparecido en otros medios de Bushiroad. En julio de 2019, se unió a la franquicia D4DJ como Esora Shimizu, una de las cuatro integrantes de Peaky P-key. Prestó su voz al personaje en D4DJ First Mix (2020-2021), D4DJ Petit Mix (2021) y D4DJ All Mix (2023). También prestó su voz a Fumi Yumeōji (como parte de Rinmeikan Girls School) en Shōjo Kageki Revue Starlight: Re LIVE, el juego para smartphones de la franquicia Bushiroad, Revue Starlight.
El 1 de julio de 2024 se convirtió en trabajadora independiente.

## Filmografía
Los papeles principales están en negrita

### Anime
| Año  | Título                                     | Rol                   | Refs. |
| ---- | ------------------------------------------ | --------------------- | ----- |
| 2019 | BanG Dream! 2nd Season                     | Reona "PAREO" Nyubara |       |
| 2020 | BanG Dream! 3rd Season                     | Reona "PAREO" Nyubara |       |
| 2020 | BanG Dream! Girls Band Party! Pico: Ohmori | Reona "PAREO" Nyubara |       |
| 2020 | D4DJ First Mix                             | Esora Shimizu         |       |
| 2021 | D4DJ Petit Mix                             | Esora Shimizu         |       |
| 2021 | BanG Dream! Girls Band Party! Pico Fever!  | Reona "PAREO" Nyubara |       |
| 2022 | Yatogame-chan Kansatsu Nikki               | Kiina Asaka           |       |
| 2023 | D4DJ All Mix                               | Esora Shimizu         |       |
| 2024 | Hitoribotchi no Isekai Kōryaku             | Chica gimnasta        | [ 8 ] |
| TBA  | Utahime Dream                              | Himawari Hagiwara     | [ 9 ] |